# 角萼楼梯草
角萼楼梯草（学名：Elatostema subtrichotomum var. corniculatum）为荨麻科楼梯草属下的一个变种。

## 扩展阅读
- 維基物種上的相關：角萼楼梯草